# Барозавр
Барозавр (Barosaurus)  — великий травоїдний динозавр з родини диплоцид, що жив близько 150 млн років тому в Юрський період.
Рештки виявлено в Африці, в Танзанії, а також у США.

## Біологія
Це була велика тварина, масою в 30 тонн і завдовжки 20 метрів. У висоту досягав 12 метрів — зовсім як брахіозавр. Був схожий на своїх родичів, особливо на диплодока, але відрізнявся більшими розмірами та масивним тілом. Хвіст у нього, проте, був коротший. До того ж у барозавра була дуже довга шия. Вчені визначили, що його серце, щоб качати кров в мозок, мало важити приблизно півтори тонни.

## Спосіб життя
Барозавр був рослиноїдною твариною. Більшу частину свого часу він присвячував годівлі. Їжею барозавру служило листя з верхівок дерев або низькорослі чагарники. Такому величезному динозавру, як барозавр, напевне, потрібне колосальне харчування. В день він міг з'їдати по 500 або навіть по 1000 кг. Жили барозаври, як і всі великі травоїдні динозаври, стадами. Ймовірно, барозаври, як і всі динозаври, добре дбали про своє потомство. Раніше ж вважалося, що великі завроподи просто залишали яйця на сваволю долі. Але скоро стало відомо, що це зовсім не так. Барозавр захищався потужним хвостом, а в разі потреби міг користуватися шиєю або передніми кінцівками.